# Thomas Gottschalk
Thomas Gottschalk (* 18. května 1950, Bamberk, Německo) je televizní konferenciér a moderátor, známý konferováním populárního pořadu Wetten, dass..?, (Vsaďte se, že..?), který je populární v Německu, Rakousku a Švýcarsku.

## Životopis
Narodil se v Bamberku jako syn právníka. Po absolvování Humanistického gymnázia (Humanistisches Gymnasium) v Kulmbachu, studoval historii a německou lingvistiku. Vlastní oprávnění na výuku prvního i druhého stupně základní školy.

## Filmografie
- Ošetřovatel (2011)
- 1 1/2 Ritter – Auf der Suche nach der hinreißenden Herzelinde (2008)
- Late Show (1999)
- Snídaně s Einsteinem (TV film) (1998)
- Vánoce s Willy Wuffem (TV film) (1994)
- Sestra v akci 2: Znovu v černém hábitu (1993)
- Mušketýři na Harleyích (TV film) (1992)
- Bláznivá jízda (1991)
- Eine Frau namens Harry (1990)
- Závod s časem (1989)
- Něžní zmatkáři 2 (1988)
- Něžní zmatkáři (1987)
- Miko – aus der Gosse zu den Sternen (1986)
- Big Mäc (1985)
- Dva nosáči a video (1985)
- Seitenstechen (1985)
- Dva nosáči tankují super (1984)
- Mama Mia – Nur keine Panik (1984)
- Dva supernosáči (1983)
- Monaco Franze – Der ewige Stenz (TV seriál) (1983)
- Dva nosáči a rádio (1982)
- Summer Night Fever (1978)